# Raión de Nikolske
Raión de Nikolske (en ucraniano: Нікольський район), antes Volodarske (en ucraniano: Володарський район) es un antiguo raión o distrito de Ucrania en el óblast de Donetsk. La capital fue la ciudad de Nikolske.
Comprende una superficie de 1200 km².

## Demografía
Según estimación 2010 contaba con una población total de 31162 habitantes.

## Otros datos
El código KOATUU es 1421700000. El código postal 87000 y el prefijo telefónico +380 6246.